# لاگاتا
لاگاتا (به اسپانیایی: Lagata) یک دهستان در اسپانیا است که در استان ساراگوسا واقع شده‌است. لاگاتا ۲۳ کیلومتر مربع مساحت و ۱۳۲ نفر جمعیت دارد.